# Alwin Wipper
Curt Herbert Alwin Wipper (* 15. Februar 1902 in Oschersleben; † wahrscheinlich 1945) war ein deutscher Polizist und SS-Führer.

## Leben und Wirken
Nach dem Besuch der Schule, die er 1920 mit dem Abitur abschloss, durchlief Wipper eine Ausbildung zum Bankbeamten. 1919 und 1920 gehörte er einem Freikorps an. Nach seiner Demobilisierung nahm er eine Tätigkeit als Bankangestellter auf. Aus dieser Position wurde er 1925 gekündigt und wechselte als Außendienstmitarbeiter einer Schokoladenfabrik. Nach drei Jahren bewarb er sich bei der Kriminalpolizei in Magdeburg und gab 1928 seine Tätigkeit als Vertreter auf, um eine Ausbildung zum Kriminalkommissar zu beginnen. Bereits im Folgejahr legte er die Prüfung als Kriminalpolizeikommissar erfolgreich ab. 1930 kam Wipper als Kriminalkommissar nach Wuppertal. Von dort wurde er auf eigenen Wunsch 1931 zum Polizeipräsidium Berlin versetzt, wo er in der Abteilung K tätig wurde.
Im Juli 1932 trat er in die Nationalsozialistische Beamtenarbeitsgemeinschaft ein. Nach dem sogenannten Preußenschlag, d. h. der Staatsstreich durch die ie konservative Reichsregierung unter Franz von Papen gegen die gewählte preußische Landesregierung unter Otto Braun (SPD)  am 20. Juli 1932, trat Wipper im Gerichtsverfahren vor dem Leipziger Verfassungsgericht als Belastungszeuge gegen einen Vorgesetzten, den Polizeipräsidenten von Berlin Albert Grzesinski auf.
Unmittelbar nach der nationalsozialistischen Machtergreifung im Frühjahr 1933 wurde Wipper von Rudolf Diels in die neugegründete Geheime Staatspolizei geholt, wo er als Leiter des Kommissariats z. b. V. in der Bewegungsabteilung III für Sonderaufträge eingesetzt wurde. Im selben Jahr trat er in die NSDAP (Mitgliedsnummer 1.668.647) ein. Von 1933 bis 1934 war er außerdem Mitglied der SA. Der SS (Mitgliedsnummer 272.371) schloss er sich 1935 an.
1937 wurde Wipper zum Kriminalrat befördert. 1938 wurde er Hilfsreferent im Gestapo-Referat Funküberwachung. 1939 wurde er zum Leiter des IV C 5 (Überwachung, Sonderaufträge) im Reichssicherheitshauptamt ernannt. Im August 1941 wurde er Leiter des Heinrich Müller unmittelbar unterstellten Referats IV P (Verkehr mit ausländischen Polizeien). 1942 wurde Wipper als Polizeiattaché nach Sofia entsandt. Im Februar 1943 wurde er von diesem Posten abgelöst und zur Stapo-Leitstelle nach Berlin versetzt.
Wipper soll kurz vor Ende des Zweiten Weltkrieges als Führer einer Kampftruppe getötet worden sein.